# Золота лихоманка у Сибіру

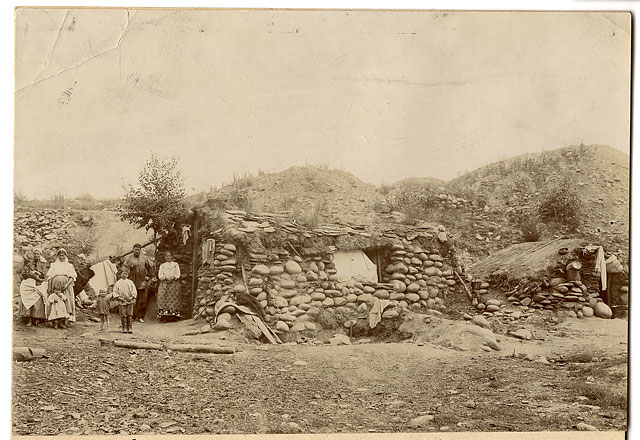
Будинок робочих золотої копальні. Мінусинськ, 1911.

Золота лихоманка в Сибіру — неорганізований масовий видобуток золота в Томської губернії в першій половині XIX століття.
З кінця 20-х років XIX ст. у Томській губернії (район між Томськом, Кемерово й Канськом) почалась розробка золотих розсипів, відкритих пошуковою партією Степана Баландіна. Один Воскресенський рудник дав тут понад 600 пудів золота (небачений раніше у відкритому розсипу вміст золота дозволив промивати майже по пуду щоденно). У 1838—1840 роках у межиріччі Єнісею, Ангари й Підкам'яної Тунгуски зусиллями Г. Машарова, Є. Жмаєва й Т. Зотова були розвідані величезні родовища золота, розробки яких зумовили сибірську золоту лихоманку. Ось як описує ці події в історичному нарисі «Місто Катеринбург» Д. Мамін-Сибіряк:
| „Знаменитий Тит Полікарпович Зотов... уславився як улюбленець якогось дикого щастя. Він виступив у черзі єкатеринбурзьких золотопромисловців останнім і швидко наздогнав своїх попередників: протягом 10 років на промислах у єнісейській тайзі ним було видобуто золота більш ніж на 30 мільйонів рублів. Честь відкриття цих промислів належить, як оповідають, хрещеному киргизу Є. Жмаєву, який служив у Зотова розвідником. Аніка Рязанов і Тит Зотов назавжди залишаться в сибірському літопису, як перші королі золотої справи, а всі інші прийшли вже по їх широких слідах... Надзвичайний приплив капіталів, звісно, відобразився на житті Катеринбургу. Утворилася справжня героїчна смуга. Навколо головних золотопромисловців зріс цілий шар дрібних; торгівля оживилася, з усіх кінців до міста потяглися цупкі й пронирливі люди, що жадали поживитися „від впалих крихт”. Засяяв і гірничий чиновницький світ, що мав таке близьке відношення до „благословення Божого”, захованого в земних надрах... Свого зеніту неймовірне життя катеринбурзьких набобів досягло в момент злиття таких двох родин, як Зотови й Рязанови: син Т. Зотова женився на дочці А. Рязанова, і це „зотовське весілля” тривало цілий рік”. |
Наприкінці 40-х років XIX ст. розпочалась експлуатація східносибірського Ленського золота (межиріччя Лени, Вітіма й Олекми). З 1867 р. цей район, завдяки особливо багатим розсипам на річці Бодайбо, вийшов на перше місце в Росії. 1857 р. гірничим інженером Н. Аносовим (сином славетного металурга й начальника Златоустівського гірничого округу) виявлені золоті розсипи в басейні Амуру. Ним же було відкрито й головний золотоносний район Приамур'я — Джалінду (1866 р.), який наприкінці XIX ст. давав найбільше золота в Росії.
За підрахунками Головної контори Алтайського гірничого округу з 1819 по 1861 рр. в Сибіру було видобуто 35587 пудів золота на суму понад 470 млн руб. У 1861 році було зареєстровано 459 золотопромислового компаній і товариств. На 372 копальнях працювали 30269 людина. За рік вони добули 1071 пуд золота. До 1861 року були видані 1125 дозволів на видобування золота. З них 621 (55,3 %) дозволів отримали дворяни, потомствені почесні громадяни — 87 (7,7 %), купці першої та другої гільдій — 417 чол. (37,0 %).

## Перебіг подій золотої лихоманки та їх наслідки
Хроніка відкриття першого уральського золота збереглася в протоколі допиту шукача «узорчатих каменів» Єрофія Маркова, який на початку травня 1745 р. виїхав зі свого села Шарташ, розташованого за 10 км від Катеринбурга, і «від'їхавши версти три, угледів… на поверхні землі світлі камінці, схожі на кришталь, і задля добування їх на тому місці землю копав глибиною у зріст людини, розшукуючи найкращої доброти камені. Якісних узорчатих каменів не виявив, але знайшов плиточку, немов кремінець, на якій знак з одного боку в ніздрі як золото, і тут же поміж камінцями знайшов такі ж вельми схожі на золото крупинки три або чотири…» Далі селянин повіз знахідку до Катеринбурга, але звернувся не до заводського начальства, а до срібних справ майстра Дмитрієва, який зробив пробу й підтвердив, що це золото. Він же порадив Маркову оголосити родовище самій государині, «тому що тут за це стільки винагороди не отримати».
Зберегти таємницю знахідки не вдалося. Перший допит першовідкривачеві чинили без будь-якої жорстокості, тим більше, що він відразу погодився вказати місце, де були віднайдені крупинки, й надав усі потрібні пояснення. Лихо спіткало Єрофія Маркова пізніше, коли прибулі на вказане місце гірничі служителі після ретельних пошуків не знайшли жодних ознак золота. Враховуючи важливість події, для керівництва пошуковими роботами прислали досвідченого іноземця Маке, який протягом місяця також проводив безрезультатні пошуки. Пізніше сюди відрядили асесорів Юдіна і Клеопіна, але на думці у всіх було, що шукати тут нема чого. Маркова запідозрили в «несправжнього місця зазначенні» й доля його зависла на волосині, але з Санкт-Петербурга несподівано надійшла вказівка: нагляд з Маркова зняти й «чинити з ним без озлоблення». Берг-колегія, очікуючи нових знахідок, вирішила не страхати людей, а для гірничих заводів надіслала докладні інструкції, де і як брати проби на жильне золото.
Протягом двох років навколо села Шарташ вели безрезультатні пошуки, на яких постійно наполягали столичні чиновники. Для цілковитої визначеності (ймовірно, щоб остаточно закрити питання) асесор Юдін вирішив на місці ями Маркова «опустити вглиб твердого каміння помірну шахту», оснащену ручним коловоротом (рис. 7.62), яка наразилась на кварцові жили з залізними й мідними вохрами, «між якими зрідка траплялись найменші золоті блискітки».
Невдовзі на закладену шахту (рудник «Початковий») прибуло все керівництво Уральських заводів і навіть президент Берг-колегії О. Томілов. Восени 1747 р. перше уральське золото вагою 31 золотник (132 г) було урочисто вручене імператриці Єлизаветі Петрівні. У подальшому недалеко від рудника «Початкового» в басейні ріки Березовки було виявлено кілька золоторудних зон і розпочато промисловий видобуток жильного золота. Видобуток розвивався дуже повільно, за десятиріччя отримали лише 11,5 кг коштовного металу. Інтенсивний розвиток Березовських рудників розпочався з 1760 р., коли указом Сенату сюди було відряджено 219 гірничих спеціалістів і близько 10 тис. державних селян-кріпаків. Наприкінці XVIII ст. на Березовському родовищі діяло понад 50 державних копалень, сумарний видобуток яких сягав 260 кг золота на рік.
Геологічна будова родовища зображена на рис. 7.63. Воно розташоване в межах Урало-Тобольського антиклінорія в опущеному блоці шаруватих товщ. Породи прорвані численними крутоспадними порфірними дайками, протяжність яких дорівнює близько 20 км, а товщина — від 2 до 40 м. З поперечними тріщинами розриву дайок пов'язані кварцоворудні жили. Основні рудні мінерали: пірит, галеніт, самородне золото. Останнє –представлене у вигляді тонкої вкрапленості й більш помітних скупчень на верхніх горизонтах.
Гірничі виробки XVIII ст. на Березовських рудниках характеризуються безсистемністю, зумовленою бажанням скоріше взяти якомога більше золота. Жили, що виходили на поверхню, розробляли в довжину траншейним способом (за висловом гірників, жилам «обдирали голови»). Відпрацювавши вихід жили, не йшли в глибину, а шукали нової жили, що виходила на поверхню. Пізніше гірничі роботи вимушені були вести під землею. Для руйнування міцних порід використовували «порохове зілля». Архівні документи свідчать, що «прохідні штольні безладно збудовані» й «через важке повітря працювати майже неможливо». Головним же ворогом рудників були підземні води. Водовідливні машини з кінним рушієм не могли впоратися з великими водопритоками. Для розв'язання проблеми були збудовані вельми протяжні водовідливні штольні: 1786 р. — Іль'їнська (довжиною 2,5 км), яка дозволила осушити п'ять рудників, і небагато коротші Ключевська та Першопавлівська штольні, що зневоднили ще десять рудних зон.
Розробка жильного золота в Росії давала в найкращі роки не більше 3 % світового видобутку. Але вже 1845 р. на родовищах Уралу й Сибіру видобули близько 50 % світового золота, а Росія стала абсолютним лідером золотовидобутку. Причина такої метаморфози полягала у відкритті багатих розсипних родовищ, початок яким поклали гірничі й пошукові роботи на Березовських рудниках. Це відкриття потребувало переосмислення тогочасних поглядів на розсипне й жильне золото.
Серед розповсюджених в Росії XVIII ст. природничих уявлень домінували алхімічні ідеї про те, що самородне розсипне золото народжується енергією сонця, тому місцезнаходження таких родовищ може бути лише в спекотливих, посушливих реґіонах (це підтверджував і практичний досвід). Вельми характерною була думка члена Берг-колегії Василя Татищева, щодо можливості існування золотих розсипів на Уралі: «…щоб у Сибіру, у такому студеному кліматі золота руда могла бути, про це вагання чимале, якщо тільки розсудити, якого великого сонячного жару… для цього металу потрібно».
Михайло Ломоносов першим серед учених Росії відійшов від поширеного погляду на різну природу жильного й розсипного золота, передбачаючи прямий зв'язок між цими двома формами. Він писав: «Отже, ніхто не зважить це неможливим, що золоті зерна з рудної жили яким-небудь насильством природи відірвані й поміж піском розсіяні. Цьому додають сили й важливості уламки каменю кварцу з золотими зернами, що в піску є, виразно вказуючи, що піскове золото в жилах народилося». Слід зазначити, що ця думка висловлювалась Ґеоргом Аґріколою ще в середньовіччі: «Загалом золото не народжується в струмках і річках… а відривається від жил і прожилок та осаджується в пісках річок і струменів». Проте Ломоносов припустив наявність розсипів у північних країнах (у тому числі — на ріках Росії), а також нагадав забуті способи пошуків і видобутку розсипного золота шліховим методом.
Цікаво, що гірничо-геологічні знання, які були відомі ще за єгипетських фараонів і широко застосовувались протягом тисячоліть, викликали такі суперечливі думки в XVIII ст. Тут треба враховувати, що найбільш продуктивні розсипні родовища Старого світу були вичерпані ще в давнину. Незважаючи на поодинокі згадки в старовинних книгах, практичні знання щодо розробки розсипного золота були до XVIII ст. майже втрачені, а тогочасний виробничий досвід — замалий. Протиставленню жильного й розсипного золота сприяла й та обставина, що багаті розсипи часто розташовувались на віддаленні від водних потоків, і було незрозумілим, як уламки жильного золота могли потрапити на далекі від гірських масивів території (вчені ще нічого не знали про алювіальні відкладення, пов'язані з давньою річковою мережею). Може тому наукові гіпотези й практичні рекомендації Ломоносова протягом десятиріч не знаходили своїх прибічників.
Перші спроби виявити розсипне золото на Березовських промислах почалися 1806 р. під наглядом проф. П. Ільмана. На жаль для пробірного аналізу брали матеріал, що виходив після подрібнення в товчильній машині. На відміну від жильного золота, замкненого у кварцовому оточенні, у розсипах збагачувальну роботу виконала сама природа, вивільнивши частки золота з породного полону. Додаткова обробка товкачами в контакті з піском призводила до значного стирання й без того дрібних зернинок коштовного металу. Тому отриманий вміст золота в пробах Ільмана виявився замалий для промислової розробки пісків. Професор наполегливо рекомендував використовувати для пошуків золота промивальний лоток, але начальство Березовських рудників наполягало на пробах за методикою гірничого департаменту (з використанням товчильної машини), вважаючи лоток архаїчним пристроєм, який не міг мати успіху.
Іншої думки щодо пошукових можливостей промивального лотка дотримувався штейгер Лев Брусніцин, який, досліджуючи старі відвали Першопавлівського рудника, упровадив технологію водного промивання уламкового матеріалу в лотку. 1814 р. біля злиття річок Березовки та Пишми він виявив серед звичайних зернинок золота з відвалів (зі слідами від товкачів) дві невеликі зернини, що відрізнялися яскравим кольором, округлою формою й відсутністю будь-яких подряпин і кварцових включень. Знаючи про існування золотих розсипів у Південній Америці й про дослідження березовських пісків, проведені Ільманом, Брусніцин пов'язав свою знахідку з розсипним родовищем. Далі настали дні сумнівів, зневіри, глузування колег і величезної роботи для доведення висунутої гіпотези. Одержимий ідеєю Брусніцин вів пошуки навіть у крижаній річці. Незабаром золотошукач виявив, дослідив і оконтурив перший уральський розсип, відкривши нові величезні можливості золотовидобутку в Росії.
1864 р. гірничий інженер П. Дорошин зробив копію з письмової оповіді Л. І. Брусніцина і опублікував її в «Гірничому журналі» (1864, № 5). Завдяки цій публікації історія відкриття перших уральських розсипів набула широкого розголосу. Лев Брусніцин, який помер 1857 р., навіть і не припускав своєї можливої публічності. У некролозі «Санкт-Петербурзьких відомостей» про людину, відкриття якої зробили Росію першою державою світу з золотовидобутку, автор (не без розуміння іронії долі) написав: «Його ім'я мало відоме, але пригадаймо, що земля, відкрита Колумбом, названа Америкою». Важко знайти інший випадок, коли відкривач величезних золотих розсипів залишився б бідною людиною. Протягом сторіччя розробка уральських і сибірських розсипів зміцнювала імперію, накопичувала багатомільйонні статки успішним промисловцям, а Лев Брусніцин залишився скромним службовцем Березовських рудників, отримавши лише напередодні пенсії срібну медаль «для носіння на шиї».
Але було в цій людині дещо протилежне буденному користолюбству, що робило її насправді щасливою. У своїх спогадах штейгер Брусніцин занотував слова, які пояснюють притягальну силу його професії: «Хто не може уявити собі захвату, у якому я перебував після відкриття золотопіскового розсипу, після відкриття того, що було ще невідомо, а при намірах на пошуки часто було під сумнівом. О! Це була така радість, якої неможливо передати. Я перебував тоді у якійсь розкішній насолоді. Це було для мене найвищим блаженством. Треба сказати, що відчувати таке щастя за ціле життя доводиться небагатьом».
Після того, як були освоєні навички промивання золотоносних пісків, стала зрозумілою природа родовищ й можливі місця їх розташування. Хвиля відкриттів багатих розсипів прокотилася від Уралу до Тихого океану. Спершу «золотий дощ» пролився навколо численних водних артерій Уралу, серед яких особливо відзначилися ріка й місто Міас (Царево-Олександрівські копальні), що дали світові велику кількість славнозвісних самородків, зокрема «Великий трикутник» вагою понад 36 кг (рис. 7.66-а). Начальником Златоустівського гірничого округу й Міаських золотих копалень був уславлений російський металург, дослідник секретів булатної сталі Петро Аносов, який проводячи численні розвідки золота, створив багато технічних пристосувань для промивання пісків, а його праці з геології золота відкрили 1825 р. перший випуск «Гірничого журналу».
На Уралі вільні пошуки золота були жорстко обмежені привілеями приватних заводів і регалією скарбниці. Тому заповзятливі люди (здебільшого старовіри), зорганізовані далекоглядними купцями (Рязановими, Казанцевими та ін.), рушили в пошуках золота на ніким не зайняті сибірські землі. З кінця 20-х років XIX ст. у Томській губернії (район між Томськом, Кемеровом і Канськом) почалась розробка золотих розсипів, відкритих пошуковою партією Степана Баландіна. Один Воскресенський рудник дав тут понад 600 пудів золота (небачений раніше у відкритому розсипу вміст золота дозволив промивати майже по пуду щоденно). 1838—1840 р. у межиріччі Єнісею, Ангари й Підкаменної Тунгуски зусиллями Г. Машарова, Є. Жмаєва й Т. Зотова були розвідані величезні родовища золота, розробки яких зумовили сибірську золоту лихоманку.
Наприкінці 40-х років XIX ст. розпочалась експлуатація східносибірського Ленського золота (межиріччя Лени, Вітіма й Олекми). З 1867 р. цей район, завдяки особливо багатим розсипам на річці Бодайбо, вийшов на перше місце в Росії. 1857 р. гірничий інженер Н. Аносов (син славетного металурга й начальника Златоустівського гірничого округу), виявив золоті розсипи в басейні Амуру. Він же відкрив і головний золотоносний район Приамур'я — Джалінду (1866 р.), який наприкінці XIX ст. давав найбільше золота в Росії.
Загалом Урал і Сибір за часів Російської імперії дали близько 3 тис. т золота, що приблизно відповідно з видобутком у славнозвісній Каліфорнії. Росія першою в XIX ст. вийшла на шлях освоєння розсипів, випередивши на 3 — 5 десятиріч США, Австралію та Південну Африку. Не зважаючи на те, що ні в часі, ні в технологіях, ні в необхідності освоєння віддалених суворих земель між Росією й вищевказаними країнами не спостерігалося суттєвих відмінностей, все ж суспільні умови й організація розробок були принципово іншими.
Тривалий час російські копальні були переважно казенними (лише окремі родовища віддавалися на відкуп великим заводчикам) і обслуговувалися здебільшого приписаними до гірничих заводів кріпаками. Атмосферу, яка панувала на розробках золота, добре передав Д. Мамін-Сибіряк: «Звернувшись до найбільш глухих часів кріпацтва, коли волю давали лише гроші, ми вірніше оцінимо те страшне тяжіння до золота всякої живої душі; особливо беручи до уваги ті тисячі утисків, якими гальмувалась тоді всяка приватна діяльність». Видобуте золото було власністю царя або заводчика, який мав зі скарбницею й чиновниками свої особливі відносини. При цьому, за свідченням того ж автора: «Загінні роботи, як і кампанійські, були обставлені суцільним розкраданням».
Принципово інший підхід переважав у Північній Америці, Австралії, Південній Африці. Тут видобуте золото належало самим старателям, причому вільна реєстрація обраної ділянки потребувала лише незначної платні, а податки зрідка перебільшували 5 % від видобутку (та й ті стягати було вельми проблематично). Проте виграш держави полягав у іншому — освоювались і заселялись віддалені й безлюдні території, жвавішала торгівля, розвивались ремесла, транспорт і будівництво, а золото так чи інакше обмінювалось на державні скарбничі білети (паперові гроші) й стікалося до скарбниці, причому банки отримували свою частку прибутку.
Як не дивно, але Росія могла б піти тим самим прогресивним шляхом, випереджаючи в часі інші країни, але цього на жаль не сталося. 1823 р. була утворена особлива Гірнича комісія, метою якої було «винайдення найлегших способів дешевого й багатого виділення золота» на уральських розсипах. Її очолив сенатор В. Соймонов, який ще 1804 р. подавав государеві (щоправда безуспішно) проект статуту про «вільних гірничих людей» (аналог європейського «Шемницького права»). Комісія Соймонова, підсилена впливом нового міністра фінансів імперії Є. Канкріна, розробила визначний документ, який рекомендував надати право володіння розробками людям будь-якого звання, «які з нетерпінням очікують дозволу вільного промислу». Ці пропозиції спричинили підсилення боротьби придворних партій (протидіяло комісії оточення всесильного тіньового правителя О. Аракчеєва). Імператор Олександр I оголосив свою волю відвідати уральські рудники й особисто ознайомитися зі станом справ.
У своїй надзвичайній подорожі цар дістав нагоду переконатися у згубних для гірничого промислу діях бюрократичної системи, зазначив переваги окремих приватних рудників, зумів розгледіти жахливе становище підневільних гірників. За дорученням імператора в столицю запросили В. Соймонова, де він і розробив широкий проект реформ, у центрі яких було створення на Уралі особливого гірничого генерал-губернаторства, своєрідної «держави в державі», острова вільного підприємництва в морі російського кріпацтва. Реформам не судилося відбутися: в останній рік життя цар мав вельми мінливий характер і під впливом обставин і порад збайдужів до реалізації цього проекту.
Після кончини Олександра I ідеї Соймонова назвали такими, «що підривають устої». Запанували звичні методи, що визискували (за поодинокими виключеннями) працю кріпаків, приписних, каторжних, військових і інших підневільних людей. Після скасування кріпацтва в Сибіру значно збільшилась кількість охочих людей, які утворювали численні старательські артілі, але основний видобуток золота знов зосередився в об'єднаннях великих промисловців. Вони утворили для своїх робітників справжню «приватну каторгу», яка мало чим відрізнялася від казенної. Апогеєм жорстокого ставлення до гірників став сумнозвісний «ленський розстріл» страйкуючих робітників (події 1912 р.). Показово, що в ХХ ст. підневільна праця досягла своєї «найвищої форми розвитку» в установах радянського ГУЛАГу, причому внесок в'язнів колимських таборів (смертність у яких була найвищою) був визначальним у золотовидобутку країни. Символічно, що другий «ленський розстріл» гірників стався 1938 р.
Незважаючи на тяжку долю підкорювачів уральських і сибірських надр, їх роль у справі розвитку російського й світового золотовидобутку була вельми значною. Освоєння північноазійського розсипного золота було піонерським кроком у розумінні основних геологічних закономірностей виявлення й розподілу розсипів і пов'язаних з ними корінних родовищ. Це значною мірою дозволило в майбутньому виявити нові надзвичайно багаті родовища золота на інших континентах. Відомі вчені XIX ст. Олександр фон Ґумбольдт і Родерик Мурчісон спеціально відвідали уральські копальні розсипного золота.